# Solms-laubachia jafrii
Solms-laubachia jafrii là một loài thực vật có hoa trong họ Cải. Loài này được (Al-Shehbaz) J.P.Yue, Al-Shehbaz & H. Sun mô tả khoa học đầu tiên năm 2008.